# Asota philippinensis
Asota philippinensis är en fjärilsart som beskrevs av Swinhoe 1907. Asota philippinensis ingår i släktet Asota och familjen nattflyn. Inga underarter finns listade i Catalogue of Life.